# Pyrinia parata
Pyrinia parata är en fjärilsart som beskrevs av Charles Oberthür 1912. Pyrinia parata ingår i släktet Pyrinia och familjen mätare. Inga underarter finns listade.